# Larry Pressler
Larry Lee Pressler, född 29 mars 1942 i Minnehaha County, South Dakota, är en amerikansk republikansk politiker. Han var den första veteranen från Vietnamkriget som blev invald i USA:s senat.
Pressler studerade vid University of South Dakota, Oxfords universitet och Harvard. Han tjänstgjorde i USA:s armé 1966-1968 i Vietnam. Han avlade 1971 juristexamen vid Harvard Law School. Han var ledamot av USA:s representanthus 1975-1979 och ledamot av USA:s senat 1979-1997. Pressler kandiderade till en fjärde mandatperiod i senaten men förlorade senatsvalet 1996 mot demokraten Tim Johnson. Pressler kandiderade 2002 igen till representanthuset men förlorade republikanernas primärval mot Bill Janklow.
Pressler är katolik av tysk härkomst.